# Vaimānika Shāstra

Trang tiêu đề bản dịch tiếng Anh của cuốn Vyamanika Shastra được xuất bản năm 1973

Vaimānika Śāstra (वैमानिक शास्त्र, lit. "shastra bàn về chủ đề Vimana"; hoặc "khoa học hàng không", đôi lúc cũng diễn đạt thành Vimanika, Vymanika, Vyamanika) là một văn bản tiếng Phạn đầu thế kỷ 20 về công nghệ hàng không vũ trụ. Tài liệu này đã đưa ra lời tuyên bố rằng vimāna được nhắc đến trong các bộ sử thi tiếng Phạn cổ đại là những chiếc xe bay khí động học tiên tiến nhất thời đó.
Sự tồn tại của văn bản đã được tiết lộ vào năm 1952 bởi G. R. Josyer người đã khẳng định rằng nó được viết bởi Pandit Subbaraya Shastry (1866–1940), vị này đọc cho người khác ghi chép lại trong những năm 1918–1923. Một văn bản dịch tiếng Hindi được xuất bản năm 1959, trong khi bản dịch tiếng Phạn với bản dịch tiếng Anh được xuất bản năm 1973. Nó bao gồm 3000 shloka trong 8 chương mà Shastry kể lại là do ông nhận được qua đường tâm linh từ một nhà hiền triết Hindu thời cổ đại có tên gọi là Bharadvaja. Văn bản này đã nhận được sự ủng hộ trong số những người đề xướng giả thuyết nhà du hành vũ trụ cổ.
Một nghiên cứu của các nhà nghiên cứu kỹ thuật hàng không và cơ khí tại Viện Khoa học Ấn Độ, Bangalore, vào năm 1974 đã kết luận rằng máy bay được mô tả trong văn bản này là "sự pha trộn nghèo nàn" và cho thấy tác giả hoàn toàn thiếu hiểu biết về ngành hàng không. Liên quan đến "Rukma Vimana", nghiên cứu lưu ý, "Nếu con tàu được chế tạo dựa theo những gì các bản vẽ và văn bản nói, có thể nói rằng con tàu đó dứt khoát không thể làm được".

## Xuất xứ và xuất bản
Subbaraya Shastry là một người thần bí đến từ Anekal, được cho là kẽ đã ngâm những câu thơ (slokas) bất cứ khi nào ông có cảm hứng, mà theo sự mô tả của Josyer là "một từ vựng hiện ra được trời phú cho nhận thức huyền bí". Theo lời Josyer, ông ta đã đọc lại văn bản này cho G. Venkatachala Sharma ghi chép vào đầu thập niên 1900 (hoàn thành vào năm 1923). Dựa theo tiểu sử được Mukunda và cộng sự tìm ra, Shastry chào đời trong một ngôi làng nhỏ ở Hosur Taluk. Cha mẹ ông qua đời khi còn nhỏ và bản thân ông bị bệnh tật dày vò và lâm vào cảnh nghèo nàn. Trong khi lang thang, tình cờ ông gặp được một vị thánh vĩ đại tại Kolar, người đã chỉ dạy tận tình đưa ông bước vào con đường tâm linh và tiết lộ cho ông vài shastra, gồm cả Vimana Shastra. Về sau, Shastri sống bình thường. Shastri không được đi học tại trường lớp nào cả, ông chỉ học đọc và viết sau khi trở về từ cuộc gặp gỡ với vị thánh nhân đó.
Subbaraya Shastry mất vào năm 1941, và Venkatachala đã đem cất giấu bản thảo của ông. Bản thảo Vaimānika Śāstra đã xuất hiện tại Thư viện tiếng Phạn Rajakiya, Baroda vào năm 1944.
Văn bản được xuất bản bằng tiếng Hindi vào năm 1959 và sau đó được G.R. Josyer dịch sang tiếng Anh với tên gọi Vymanika Shastra. Bản in của Josyer cũng bổ sung thêm hình minh họa của T. K. Ellappa, một kỹ sư vẽ phác họa tại một trường đại học kỹ thuật địa phương ở Bangalore, dưới sự hướng dẫn của Shastry, đã bị thiếu trong bản in năm 1959.
Sự tồn tại của nó lần đầu tiên được G.R. Josyer công bố công khai trong một thông cáo báo chí năm 1952, G.R. Josyer cũng chính là người lập ra "Học viện Nghiên cứu tiếng Phạn Quốc tế" ở Mysore năm trước. Trong phần đề tựa của ấn phẩm năm 1973 có chứa bản dịch tiếng Phạn đầy đủ với bản dịch tiếng Anh, Josyer trích dẫn một bản báo chí năm 1952 của ông "được xuất bản trong tất cả các tờ báo hàng đầu của Ấn Độ, và được Reuter và các Hãng Thông tấn Thế giới khác đưa lên":

Ngài G. R. Josyer, Giám đốc Học viện Nghiên cứu tiếng Phạn Quốc tế tại Mysore, trong một cuộc phỏng vấn gần đây, đã cho xem một số bản thảo rất cổ xưa mà Học viện vừa thu thập. Ông tuyên bố rằng các bản thảo được vài nghìn năm tuổi, được biên soạn bởi những vị hiền giả thời xưa, Bharadwaja, Narada và những người khác, không phải với chủ nghĩa thần bí của triết học Hindu cổ đại của Atman hoặc Brahman, mà còn nhiều thứ trần tục quan trọng hơn cho sự tồn tại của con người và sự tiến bộ của các quốc gia cả trong thời kỳ hòa bình và chiến tranh.
[...] Một bản thảo viết về Hàng không, chế tạo các loại máy bay dùng cho ngành hàng không dân dụng và chiến tranh. [...] Ngài Josyer đã cho chúng ta xem một số kiểu dáng và bản vẽ của một chiếc máy bay chở hàng loại trực thăng, đặc biệt có nghĩa là mang theo chất dễ cháy và đạn dược, máy bay chở khách chở từ 400 đến 500 người, máy bay từ hai đến ba tầng. Mỗi loại này đều được mô tả đầy đủ.

Josyer sau đó nói rằng ông đã được viếng thăm bởi "Cô Jean Lyon, nhà báo của Toronto và New York" để phỏng vấn, và cách Lyon trong bài Just Half a World Away (1954) đưa ra kết luận rằng ông "phạm tội chủ nghĩa dân tộc dại dột, tìm cách quét sạch mọi thứ kể từ thời Veda".
Một đánh giá quan trọng cho rằng giới thiệu của Josyer "ít mang tính học thuật dù theo bất kỳ tiêu chuẩn nào đi nữa" và nói rằng "những kẻ liên kết với ấn phẩm này – trực tiếp hay gián tiếp – chỉ để đổ lỗi hoặc làm méo mó hoặc che giấu lịch sử của bản thảo", có lẽ nhằm cố gắng "khen ngợi và tôn vinh bất cứ điều gì họ có thể tìm thấy về quá khứ của chúng tôi, thậm chí không có bằng chứng hợp lệ". Bằng cách truy tìm nguồn gốc của bản thảo, phỏng vấn các cộng sự của Shastry (bao gồm G. V. Sharma là người viết lại văn bản này từ ban đầu), và dựa trên phân tích ngôn ngữ học của văn bản, tổng quan kết luận rằng nó đã tồn tại vào khoảng từ năm 1900 cho đến năm 1922.

## Cấu trúc và nội dung

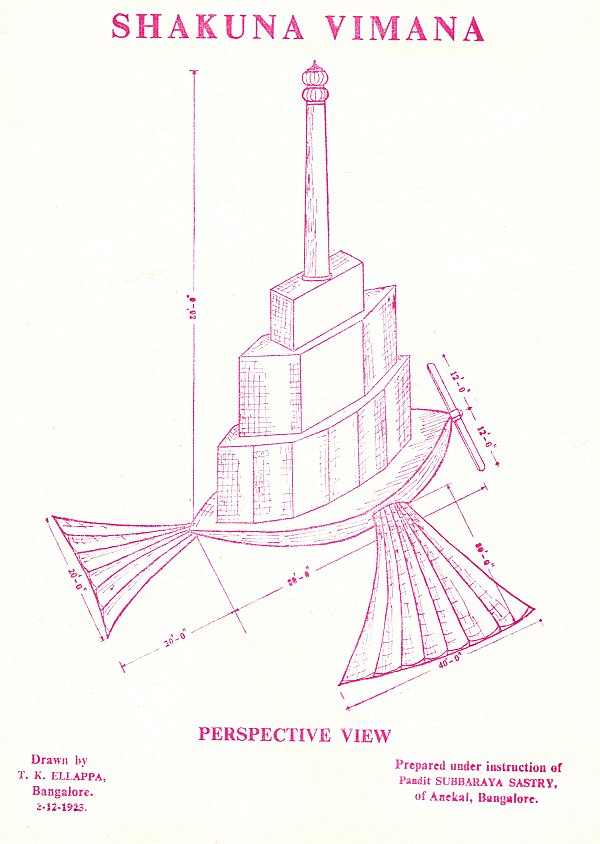
Một tranh minh họa về Shakuna Vimana được cho là bay như một con chim với cánh và đuôi có bản lề.

Không giống như các luận thuyết hiện đại về hàng không bắt đầu bằng cách thảo luận nguyên tắc chung của chuyến bay trước khi đi sâu vào chi tiết các khái niệm về thiết kế máy bay, Vaimānika Śāstra bắt đầu với một mô tả định lượng, như một chiếc máy bay đặc biệt đang được mô tả. Các chủ đề được đề cập bao gồm, "định nghĩa máy bay, phi công, đường bay trên không, thực phẩm, quần áo, kim loại, sản xuất kim loại, gương và cách sử dụng chúng trong các cuộc chiến tranh, các loại máy móc và yantra, nhữg loại máy bay như ‘mantrik’, ‘tantrik’, và ‘kritak’" và bốn máy bay được gọi là Shakuna, Sundara, Rukma, và Tripura được mô tả chi tiết hơn. Văn bản còn tồn tại được cho là chỉ một phần nhỏ (một phần mười) của một tác phẩm lớn hơn nhan đề Yantra Sarvaswa ("Về tất cả các loại máy móc") do Maharishi Bharadwaj và các hiền nhân khác soạn ra vì "lợi ích của nhân loại".

## Đánh giá
J. B. Hare của kho lưu trữ dữ liệu Internet Sacred Text Archive vào năm 2005 đã biên soạn một ấn bản trực tuyến của cuốn sách năm 1973 của Josyer, trong phần "UFO" của trang web. Trong phần giới thiệu của mình, Hare viết

Vaimānika Śāstra lần đầu tiên được ghi chép từ năm 1918 cho đến 1923, và chẳng có ai tuyên bố rằng nó đến từ một số bản thảo cổ thần bí. Thực tế là, không có bản thảo nào của văn bản này trước năm 1918, và không ai tuyên bố rằng có được nó. Vì vậy, ở một mức độ nào đó, đây chưa hẳn là trò lừa bịp. Bạn chỉ cần ước đoán rằng đây là tác phẩm có được là nhờ vào 'sự liên hệ tâm linh'.
...
không có sự giải thích về lý thuyết hàng không (đừng nói đến phản trọng lực). Nói chung, VS. không bao giờ trực tiếp giải thích cách Vimana bay lên không trung. Văn bản này quá nặng đầu với bản danh sách dài dòng chứa các thành phần nguyên tố kỳ lạ thường được sử dụng để tạo ra các hệ thống con khác nhau. 
...
Không có gì ở đây mà Jules Verne chưa mơ tới được, không đề cập đến các nguyên tố kỳ lạ hay kỹ thuật xây dựng tiên tiến. Các minh họa kỹ thuật năm 1923 dựa trên văn bản này... là vô lý về mặt khí động lực học. Chúng trông giống như những chiếc bánh cưới cục súc, với những ngọn tháp cao vút, cánh chim khổng lồ và cánh quạt duyên dáng. Nói cách khác, chúng trông giống như những chiếc máy bay tưởng tượng đầu thế kỷ 20 điển hình với sự bóp méo của người Ấn Độ.

Một nghiên cứu năm 1974 của các nhà nghiên cứu tại Viện Khoa học Ấn Độ, Bangalore, đã phát hiện ra rằng máy bay nặng hơn không khí mà Vaimānika Śāstra mô tả là không thể bay được trên không. Các tác giả nhận xét rằng cuộc thảo luận về các nguyên tắc của chuyến bay trong văn bản phần lớn là chiếu lệ và không chính xác, trong một số trường hợp vi phạm định luật chuyển động của Newton. Nghiên cứu kết luận:

Bây giờ bất kỳ người đọc nào cũng đưa ra được kết luận rõ ràng – rằng loại máy bay được mô tả ở trên là những hỗn hợp nghèo nàn tốt nhất, chứ không phải là những biểu hiện của một cái gì đó có thực. Không có máy bay nào có đặc tính hoặc khả năng bay lượn; những hình học này không thể tưởng tượng được nhìn từ quan điểm bay; và các nguyên tắc động cơ đẩy khiến chúng chống lại hơn là hỗ trợ bay. Văn bản và bản vẽ không tương quan với nhau ngay cả theo chủ đề. Các bản vẽ chắc chắn ám chỉ một dạng kiến thức về máy móc hiện đại. Điều này có thể được giải thích trên cơ sở thực tế là Shri Ellappa người làm ra những bản vẽ này ở một trường đại học kỹ thuật địa phương và do đó quen thuộc với tên gọi và chi tiết của một số máy móc. Tất nhiên văn bản giữ lại một cấu trúc bằng ngôn ngữ và nội dung mà từ đó 'bản chất gần đây' của nó không thể được khẳng định. Chúng ta phải nhanh chóng chỉ ra rằng về mặt chủ đề điều này không hàm ý bản chất phương Đông của văn bản trên hết. Tất cả những gì có thể nói là các bản vẽ nên được loại khỏi việc thảo luận. Và văn bản này, như vị thế của nó, chưa đầy đủ và sự mơ hồ của chính nó và không chính xác ở nhiều đoạn.

Các tác giả đã bày tỏ sự bối rối về sự mâu thuẫn và sai sót trong văn bản Vaimānika Śāstra, đặc biệt là khi những người biên soạn tác phẩm này được cho là có quyền tiếp cận các ấn phẩm không gây ra lỗi như vậy (như lời bình luận của Dayanand Saraswati về Rigveda được xuất bản năm 1878 hoặc trước đó).

## Tranh cãi
Hội nghị Khoa học Ấn Độ lần thứ 102 được tổ chức tại Đại học Mumbai vào tháng 1 năm 2015 đã tổ chức một phiên thảo luận về "khoa học cổ đại qua tiếng Phạn" trong đó có một bài tham luận về Vaimānika Śāstra. Tài liệu này được gửi tới bởi Anand J. Bodas, một phi công, và Ameya Jadhav, người có bằng thạc sĩ tiếng Phạn cũng như thạc sĩ Công nghệ Bodas, nói với các bản tin truyền thông rằng loại máy bay thời Veda có thể bay không chỉ từ nước này sang nước khác, mà còn "từ hành tinh này đến hành tinh khác." "Trong những ngày đó, máy bay có kích thước rất lớn, và có thể di chuyển sang trái, phải, cũng như ngược lại, không giống như các máy bay hiện đại chỉ bay về phía trước," ông nói thêm. Ram Prasad Gandhiraman, một nhà khoa học NASA, đã phát động một bản kiến nghị trực tuyến yêu cầu rằng cuộc nói chuyện bị hủy bỏ vì nó đại diện cho giả khoa học.

## Ảnh hưởng văn hóa
- Năm 2010, Prapaatha, một bộ phim tiếng Kannada do K. Suchendra Prasad làm đạo diễn, có câu chuyện nói về một người đàn ông trẻ tuổi cố gắng tìm ra các tác phẩm của Subbaraya Shastry.[10]
- Năm 2015, bộ phim tiếng Hindi nhan đề Hawaizaada, Vaimānika Shāstra đã được đem ra dùng làm cuốn sách lý thuyết chính để xây dựng "chiếc máy bay không người lái đầu tiên của Ấn Độ". Cuốn sách này được Pandit Subbaraya Shastry cho xem (do Mithun Chakraborty đóng vai), người ban đầu đã viết ra tác phẩm này.
- Năm 2016, Vyamanika là một album song ca được Kit Downes thu âm lúc chơi bằng đàn organ tại nhà thờ và Tom Challenger lúc chơi bằng kèn saxophone tại năm nhà thờ Suffolk trên nhãn ghi âm.